# Stevie Stockton
Stevie Stockton (ur. 23 sierpnia 1989) – brytyjska lekkoatletka specjalizująca się w biegach długich.
Podczas mistrzostw Europy juniorów (2007) była szósta w biegu na 3000 metrów. W 2011 w rywalizacji na dystansie 5000 metrów zdobyła brązowy medal młodzieżowych mistrzostw Europy oraz była czwarta podczas uniwersjady. Reprezentantka kraju w drużynowych mistrzostwach Europy i pucharze Europy w biegu na 10 000 metrów.
Uczestniczka mistrzostw świata w biegach przełajowych (2007, 2010 i 2011) oraz mistrzostw Europy w biegach przełajowych (2009). 
Rekordy życiowe: bieg na 3000 metrów – 9:00,67 (18 czerwca 2011, Sztokholm); bieg na 5000 metrów – 15:53,26 (31 maja 2014, Manchester).  

## Osiągnięcia
| Rok  | Impreza                                   | Miejsce      | Konkurencja           | Pozycja     | Wynik      |
| ---- | ----------------------------------------- | ------------ | --------------------- | ----------- | ---------- |
| 2007 | Mistrzostwa świata w biegach przełajowych | Mombasa      | bieg juniorów         | 52. miejsce | 24:21      |
| 2007 | Mistrzostwa Europy juniorów               | Hengelo      | bieg na 3000 m        | 6. miejsce  | 9:25,52    |
| 2009 | Mistrzostwa Europy w biegach przełajowych | Dublin       | bieg młodzieżowców    | 10. miejsce | 21:39      |
| 2009 | Mistrzostwa Europy w biegach przełajowych | Dublin       | drużyna młodzieżowców | 1. miejsce  |            |
| 2010 | Mistrzostwa świata w biegach przełajowych | Bydgoszcz    | bieg seniorów         | 47. miejsce | 27:01      |
| 2011 | Mistrzostwa świata w biegach przełajowych | Punta Umbría | bieg seniorów         | 37. miejsce | 27:06      |
| 2011 | Superliga drużynowych mistrzostw Europy   | Sztokholm    | bieg na 3000 m        | 7. miejsce  | 9:00,67    |
| 2011 | Młodzieżowe mistrzostwa Europy            | Ostrawa      | bieg na 5000 m        | 3. miejsce  | 15:58,51   |
| 2011 | Uniwersjada                               | Shenzhen     | bieg na 5000 m        | 4. miejsce  | 15:59,22   |
| 2013 | Puchar Europy w biegu na 10 000 metrów    | Prawec       | indywidualnie         | 12. miejsce | 34:03,88   |
| 2013 | Puchar Europy w biegu na 10 000 metrów    | Prawec       | drużynowo             | 2. miejsce  | 1:42:07,44 |